# 台湾翼核果
台湾翼核果（学名：Ventilago elegans）为鼠李科翼核果属下的一个种。